# Shen Changyin et Shen Changping
Pour l’article homonyme, voir Shen.
Shen Changyin (沈长银, né en 1975) et Shen Changping (沈长平, né en 1983) sont deux frères cannibales et tueurs en série chinois. Ils sont responsables de la mort de 11 prostituées dont ils ont mangé le foie entre juin 2003 et août 2004 avec Li Chunling et trois autres complices féminines.

## Meurtres
En juin 2003, les frères Shen ont commencé à assassiner des prostituées à Lanzhou, dans la capitale de la province de Gansu. Leur première victime a été Yao Fang, qu'ils ont attirée vers une maison et ligotée. Après l'avoir forcée à leur donner son code de compte bancaire, ils l'ont étranglée et démembrée.
À la fin novembre 2003, les Shen ont volé Li Chunling de la même manière que Yao. Cependant, ils ont décidé de ne pas la tuer quand elle leur a fait l'offre de leur apporter davantage de victimes. Lorsque Li leur a apporté une prostituée quelques jours plus tard, les frères l'ont volée et ont ensuite forcé Li à la tuer. Puis ils ont enlevé son rein, ont brûlé le corps à l'acide sulfurique, et ils ont jeté les restes dans les toilettes.
Après le meurtre de trois femmes de cette manière, les Shen et Li ont déménagé à Taiyuan, en avril 2004. Là, ils ont attiré Zhao Meiying et l'ont forcée à apporter une prostituée à leur domicile. Les Shen ont ensuite forcé Zhao à poignarder la femme et mis le corps dans un transformateur de viande avant le rinçage des pièces chimiques plongé dans les toilettes.
Après que Zhao se fut rendue à la police et que Li eut été attrapée, les Shen ont continué à assassiner des femmes à Hefei, Anhui, Baotou, Shijiazhuang et Hebei.

## Arrestation, procès et condamnation
En août 2004, les Shen et un complice, Du Surong, ont été capturés dans un appartement de Shijiazhuang, tout en essayant de faire disparaître le corps démembré d'une victime avec de l'acide,. Les Shen ont avoué avoir volé et tué 11 femmes. ils avaient comploté les meurtres après avoir perdu de l'argent quand leur entreprise de pièces détachées automobiles à Lanzhou a coulé,. Shen Changyin a aussi avoué avoir tué un homme dans leur ville natale de Nanwu, à Henan en 1999, après quoi les frères ont fui en 2000,.
Les Shen et Li ont été condamnés à mort en septembre 2005. Trois autres complices féminines ont été condamnées à des peines de trois fois 20 ans de prison.